# John Burnside
John Burnside (Dunfermline, 19 de março de 1955 – 29 de maio de 2024) foi um dos únicos três poetas (os outros sendo Ted Hughes e Sean O'Brien ) que ganharam o TS Eliot Prize e o Forward Poetry Prize pelo mesmo livro (Black Cat Bone).

## Vida e obras
Burnside estudou Inglês e Pensamento e Literatura Europeus na Universidade de Anglia Ruskin (Cambridge College of Arts and Technology). Ex-engenheiro de software de computador, foi escritor freelancer desde 1996. Ele foi escritor de residência na Universidade de Dundee e atualmente professor na Universidade de St. Andrews. onde ensinou escrita criativa, literatura e ecologia e poesia americana. A sua primeira coleção de poesia, The Hoop, foi publicada em 1988 e ganhou o Scottish Arts Council Book Award. Outras coleções de poesia incluem Common Knowledge (1991), Feast Days (1992), vencedor do Prémio Geoffrey Faber Memorial e The Asylum Dance (2000), vencedor do Whitbread Poetry Award e pré-selecionado para o Forward Poetry Prize (Melhor coleção de poesia) do ano) e o prémio TS Eliot . The Light Trap (2001) também foi selecionado para o TS Eliot Prize. Sua coleção de 2011, Black Cat Bone, recebeu o prémio Forward e o prémio TS Eliot.
Burnside foi autor de duas coleções de contos, Burning Elvis (2000) e Something Like Happy (2013), além de vários romances, incluindo The Dumb House (1997), The Devil's Footprints, (2007), Glister, (2009) e Um verão de afogamento (2011). O seu livro de memórias multi-premiado, A Lie About My Father, foi publicado em 2006 seguido por Waking Up In Toytown, em 2010. Um livro de memórias adicional, I Put A Spell On You combinou história pessoal com reflexões sobre amor romântico, magia e música popular. Os seus contos e ensaios foram publicados em várias revistas e jornais, incluindo The New Yorker, The Guardian e The London Review of Books, entre outros. Ele também escreve ocasionalmente numa coluna de natureza no New Statesman. Em 2011, recebeu o Petrarca-Preis, um importante prémio literário internacional alemão.
Burns foi membro da Royal Society of Literature (eleito em 1999) e em março de 2016 foi eleito membro da Royal Society de Edinburgh, a Academia Nacional de Ciências e Letras da Escócia.
Deu palestras anualmente e supervisionava o julgamento do prémio de escrita na The Alpine Fellowship.

## Morte
Burnside morreu no dia 29 de maio de 2024, aos 69 anos.

## Prémios
- 1988 Scottish Arts Council Book Award, por The Hoop
- Prémio do Livro do Conselho das Artes da Escócia de 1991, para Conhecimento Comum
- Prémio Geoffrey Faber Memorial de 1994, para dias de festa
- 1999 Prémio Encore para os Mercy Boys
- 2000 Forward Poetry Prize (Melhor Coleção - lista restrita), para The Asylum Dance
- 2000 Prémio TS Eliot (lista restrita), para The Asylum Dance
- Prémio Whitbread Book 2000, Prémio de Poesia, para A Dança do Asilo
- Prémio Escocês do Ano na Sociedade Saltire de 2002 (lista restrita), por The Light Trap
- Prémio TS Eliot 2002 (lista restrita), para The Light Trap
- 2005 Forward Poetry Prize (Melhor Coleção - lista restrita), para The Good Neighbor
- Prémio Livro Escocês do Ano da Sociedade Saltire de 2006 por Uma mentira sobre o meu pai
- Prémio Cholmondeley 2008
- 2011 Petrarca-Preis
- Prémio PEN / Ackerley de 2011 (lista restrita) por Waking Up in Toytown[6]
- Prémio Corine de Literatura 2011 por uma mentira sobre o meu pai
- Prémio Avançado de 2011 para Osso de Gato Preto
- 2011 Costa Book Awards (Novel), lista curta, Um Verão de Afogamento
- Prémio TS Eliot 2011 para osso de gato preto[7]

### Coleções de poesia
- The Hoop (Carcanet, 1988)
- Conhecimento Comum (Secker e Warburg, Londres, 1991)
- Dias de festa (Secker e Warburg, Londres, 1992)
- O Mito dos Gémeos (Jonathan Cape, Londres, 1994)
- Natação no Dilúvio (Jonathan Cape, Londres, 1995)
- Poetas modernos do pinguim (Penguin, 1996)
- Uma Pele Normal (Jonathan Cape, Londres, 1997)
- A Dança do Asilo (Jonathan Cape, Londres, 2000)
- A armadilha da luz (Jonathan Cape, Londres, 2002)
- A polémica dum poeta (2003)
- O Bom Vizinho (Jonathan Cape, 2005)
- Poemas Selecionados (Jonathan Cape, 2006)
- Canções de presente (Jonathan Cape, 2007)
- A Caçada na Floresta (Jonathan Cape, 2009)
- Osso de Gato Preto (Jonathan Cape, 2011)
- Todos Um Respiração (Jonathan Cape, 2014)
- Natureza morta com cobra alimentadora (Jonathan Cape, 2017)

### Ficção
- The Dumb House (Jonathan Cape, Londres, 1997)
- The Mercy Boys (Jonathan Cape, Londres, 1999)
- Burning Elvis (Jonathan Cape, Londres, 2000)
- The Locust Room (Jonathan Cape, Londres, 2001)
- Living Nowhere (Jonathan Cape, Londres, 2003)
- Pegadas do Diabo (Jonathan Cape, 2007)
- Glister (Jonathan Cape, 2008)
- Um verão de afogamento (Jonathan Cape, 2011)
- Algo como feliz (Jonathan Cape, 2013)
- Ashland & Vine (Jonathan Cape, 2017)
- Havergey (Little Toller, 2017)

### Não-ficção
- Wild Reckoning (Gulbenkian, 2004), editor conjunto com Maurice Riordan desta antologia de poemas relacionados à ecologia
- Uma Mentira Sobre Meu Pai (Biografia, 2006)
- Wallace Stevens   : poemas / selecionados por John Burnside (Poet to Poet Series, Faber e Faber, 2008)
- Acordando em Toytown (Biografia, Jonathan Cape, 2010)
- Eu pus-te um feitiço (biografia, Jonathan Cape, 2014)
- On Henry Miller. Princeton University Press. [S.l.: s.n.] 2018. ISBN 9780691166872  On Henry Miller. Princeton University Press. [S.l.: s.n.] 2018. ISBN 9780691166872  On Henry Miller. Princeton University Press. [S.l.: s.n.] 2018. ISBN 9780691166872
- A música do tempo: poesia no século XX (crítica literária, 2019)

### Ecrã
- Dice (com AL Kennedy ), uma série para televisão, produzida por Cité-Amérique, Canadá

### Estudos críticos e revisões do trabalho de Burnside
- Locais de Habitação   : Uma apreciação de John Burnside ', edição especial da Agenda Magazine, Vol. 45, n. 4/46, n. 1, primavera / verão 2011
- Heptonstall, Geoffrey. «Independent metaphysics». The London Magazine: 132–136  Revisão de Todo um suspiro .